# Ljubov Šutovová
Ljubov Andrejevna Šutovová (* 25. června 1983 Novosibirsk, Sovětský svaz) je ruská sportovní šermířka, která se specializuje na šerm kordem. Rusko reprezentuje od prvního desetiletí jednadvacátého století. Na olympijských hrách startovala v roce 2008, 2012 a 2016 v soutěži jednotlivkyň a družstev. V soutěži jednotlivkyň se na olympijských hrách 2008 probojovala do čtvrtfinále. V roce 2009 získala titul mistryně světa a v roce 2002 a 2013 obsadila třetí místo na mistrovství Evropy v soutěži jednotlivkyň. S ruským družstvem kordistek vybojovala na olympijských hrách 2016 bronzovou olympijskou medaili. S družstvem kordistek dále vybojovala v roce 2014 titul mistryň světa a v roce 2005 a 2012 titul mistryň Evropy.